# Bagatelle sur la beauté
Bagatelle sur la beauté est un ouvrage de Léon-Paul Fargue publié dans la clandestinité en 1943 aux Pays-Bas.

## Historique
Il s'agit d'un opuscule de 16 pages édité par les éditions A.A.M. Stols à La Haye pour l'éditeur Pierre Magart à Rosières en Picardie. Achevé d'imprimé en juin 1943 en médiéval hollandais, son tirage de soixante exemplaires sur papier de Hollande est numéroté de 1 à 50.
Il est accompagné de lithographies de Rose-Yvonne d'Alcomare, pseudonyme de Tia Worm-Wiegman, tirées à Paris par Laurent Desmonts et imprimées à Alkmaar par Piet Worm (nl).
L'ouvrage n'a jamais depuis été réimprimé.